# Махно Савелій Іванович
Савелій Іванович Махно (1872 — 21 лютого 1920) — анархо-комуніст, учасник махновського руху, брат Нестора Махна.

## Біографія
Народився 1872 року в Гуляйполі в селянській сім'ї.
Був одружений з Феодорою, мав 7 дітей — синів, Фому, Павла, Івана, Григорія та дочок Анастасію, Євдокію, Марію.
Брав участь у Російсько-японській війні.
В 1907 приєднався до групи анархо-комуністів «Союз бідних хліборобів».
У січні 1918 року Савелія обрали командиром Чорної гвардії, під загальним командуванням Нестора Махна. На початку 1918 року брав участь у боях з козаками та петлюрівцями. 4 січня загін Чорної гвардії на чолі із Саввою вирушив у Запоріжжя підтримати місцевих робітників та загін Никифорової. Чорногвардійці зайняли Кічкаський міст через Дніпро та зайнялися роззброєнням козаків, які покидали фронт. Тут загін простояв весь січень та лютий 1918 року. З наближенням австро-німецьких військ він зі своїм загоном залишив Запоріжжя і вирушив у Гуляйполе для реорганізації.
Ось як описувала газета «Известие» становище сім'ї Савелія під час австро-німецької окупації:
Важко описати всі муки, які зазнала родина Махна. Навіть крихітних трьох-, чотирирічних дітей Савелія Махна, одного з братів Нестора Махна, не залишали у спокої і на вулицях знімали з них останню сорочку, кажучи: «це німецьке, віддай! ». Кілька разів приходили до них, виганяли з хат, збираючись палити їх, знову відкладали, потім через два дні знову приступали з тим самим і, нарешті, спалили і підірвали самі стіни.
Після приходу німців Савелій зник у невідомому напрямку.
Учасник махновського руху із листопада 1918 року. Працював у службах постачання повстанства, пройшовши шлях від рядового постачальника до помічника начальника постачання РПАУ.
Полонений і розстріляний у Гуляйполі бійцями 42-ї стрілецької дивізії 21 лютого 1920.